# José Antonio Medeiros
José Antonio dos Santos Medeiros, ou simplesmente José Medeiros, (Caicó, 19 de março de 1970) é policial rodoviário federal, professor e político brasileiro filiado ao Partido Liberal (PL).

## Dados biográficos
José Medeiros é graduado em Matemática pela Universidade Federal de Mato Grosso e Direito pelo Centro de Ensino Superior de Rondonópolis e atuou como professor e agente da Polícia Rodoviária Federal.
Com histórico de mais de vinte anos de militância política, foi candidato a deputado federal pelo PPS em 2006 não sendo eleito. Em 2010 elegeu-se primeiro suplente de senador na chapa de Pedro Taques sendo efetivado mediante a eleição do titular para o governo de Mato Grosso em 2014.

## Atuação no Senado Federal
Em 2015 recebeu o prêmio Congresso em Foco como um dos dez senadores mais atuantes do Brasil em votação feita pelo respectivo site em parceria com o Universo Online e em março do ano seguinte deixou o PPS após dezesseis anos e ingressou no PSD.
Foi o vice-líder do presidente Michel Temer no Senado Federal e foi o único senador de Mato Grosso que não passava por nenhuma investigação pela Justiça Eleitoral durante o processo de impeachment da Dilma Rousseff.
Desde a posse integra ou já integrou a Comissão de Agricultura e Reforma Agrária, Comissão de Desenvolvimento Regional e Turismo, Comissão de Direitos Humanos e Legislação Participativa, Comissão de Ciência, Tecnologia, Inovação, Comunicação e Informática, Comissão de Constituição, Justiça e Cidadania e a Comissão de Assuntos Econômicos, além de tomar parte na Comissão Externa para verificar in loco a situação na Venezuela e na Comissão Especial do Impeachment 2016, além de 22 outras comissões.
Em agosto de 2017, anunciou sua saída do PSD e o ingresso no Podemos, como pré-candidato a reeleição.
Em outubro de 2017 votou a contra a manutenção do mandato do senador Aécio Neves mostrando-se favorável a decisão da Primeira Turma do Supremo Tribunal Federal no processo onde ele é acusado de corrupção e obstrução da justiça por solicitar dois milhões de reais ao empresário Joesley Batista.

### Missões oficiais
José Medeiros participou da Comissão Parlamentar Externa Venezuela e do Programa de Liderança Executiva em Desenvolvimento da Primeira Infância Internacional em 2015. No mesmo ano participou do Encontro Anual do Painel Internacional de Parlamentares para a Liberdade Religiosa ou Crença, a convite da Associação Nacional de Juristas Evangélicos em Nova Iorque. Em 2016 integrou a Comissão Permanente da Assembleia Parlamentar Euro-Latino-Americana (EuroLat) em Lisboa e também da Homenagem Notáveis USA em Nova Iorque mediante convite da Brazilian Heritage Foundation.

### Impeachment de Dilma Rousseff
Dentro de tais comissões é notória sua participação no Processo de impeachment de Dilma Rousseff como um dos senadores que apoiaram o afastamento da então presidente, Dilma Rousseff,
Após o fim do processo de impeachment foi um dos dois senadores que ingressaram com mandados de segurança com pedido de liminar para a suspensão da habilitação da ex-presidente Dilma Rousseff para o exercício de cargos públicos.

### Saída da Venezuela do Mercosul
Em 2015 protocolou pedido para retirada da Venezuela do Mercosul após visita ao país e alegações de que o governo local estaria violando o Protocolo de Ushuaia e criticou a ausência de democracia.

### Posicionamentos
Foi signatário da Proposta de Emenda à Constituição 241/2016, a PEC dos Gastos Públicos, que visava limitar os gastos públicos de cada ano aos gastos do exercício anterior, no prazo de 20 anos, que segundo o senador, geraria credibilidade para investimentos no país e geração de empregos.
Em julho de 2017 votou a favor da reforma trabalhista.

### Relatoria do primeiro PLS a partir de sugestão popular
José Medeiros foi relator da sugestão legislativa n.º 7, de 2017: o primeiro projeto de lei do Senado de origem popular. A sugestão havia sido enviada por um cidadão mineiro ao Portal e-Cidadania e sugeria proibir o corte ou a diminuição da velocidade por consumo de dados nos serviços de internet de banda larga fixa. Em abril de 2017, a comissão de direitos humanos da casa debateu o relatório do Senador e decidiu transformar a ideia em projeto de lei (PLS n.º 100, de 2017).
Medeiros também foi relator da SUG n.° 7, de 2014. A sugestão, enviada por um cidadão do Distrito Federal, pedia a regulamentação das atividades de marketing de rede. O senador relatou pela rejeição da proposta, sendo seguindo pelo restante da comissão.

### Candidato à presidência do Senado
Em 19 de janeiro de 2017 anunciou sua candidatura à presidência do Senado Federal numa disputa com o líder do PMDB, Eunício Oliveira, apoiado pelo Governo Michel Temer. Medeiros contou com o apoio de senadores independentes como Cristovam Buarque (PPS-DF), Lasier Martins (PSD-RS), Ana Amélia Lemos (PP-RS), Waldemir Moka (PMDB-MS), Álvaro Dias (PODE-PR), José Reguffe (Sem partido-DF) e Magno Malta (PR-ES). A eleição ocorreu em fevereiro de 2017, Medeiros recebeu 10 votos, enquanto Eunício 61, outros 10 senadores votaram em branco.

### Cassação do mandato
Em 31 de julho de 2018, teve o mandato cassado por unanimidade pelo Tribunal Regional Eleitoral do Mato Grosso (TRE-MT). Os juízes consideraram que houve fraude na ata da convenção partidária que definiu as suplências do então candidato, que acabou eleito, Pedro Taques, nas eleições de 2010. Na convenção, de acordo com o TRE-MT, Paulo Fiúza (PV) seria o primeiro suplente, enquanto Medeiros o segundo. Uma versão adulterada apontava o contrário. Com a eleição de Taques ao governo do estado em 2014, Medeiros assumiu o mandato. A decisão é pela perda imediata do mandato de Medeiros e pela posse de Fiúza. Cabe recurso ao Tribunal Superior Eleitoral, mas terá de aguardar o fim do caso sem o mandato. O TRE também decidiu tornar Medeiros inelegível por oito anos.

### Eleições 2018
José Medeiros foi eleito deputado federal por Mato Grosso com 82.528 votos, o segundo mais votado do pleito.

### Eleições 2022
Foi eleito deputado federal por Mato Grosso com 4,75% dos votos.

### Bloqueio de redes sociais
Em novembro de 2022, José medeiros teve suas redes sociais bloqueadas pela Justiça após postar imagens de bolsonaristas protestando contra o candidato eleito Luiz Inácio Lula da Silva na eleição presidencial.

## Desempenho em Eleições
| Ano  | Eleição                                   | Partido | Cargo                                             | Votos   | %           | Resultado  | Ref    |
| ---- | ----------------------------------------- | ------- | ------------------------------------------------- | ------- | ----------- | ---------- | ------ |
| 2006 | Estadual do Mato Grosso                   | PPS     | Deputado Federal                                  | 8.175   | 0,57%       | Não Eleito | [ 4 ]  |
| 2010 | Estadual do Mato Grosso                   | PPS     | Senador (1º Suplente) Titular: Pedro Taques (PDT) | 708.440 | 24,48% (2º) | Eleito     | [ 50 ] |
| 2018 | Estadual do Mato Grosso                   | PODE    | Deputado Federal                                  | 82.528  | 5,57%       | Eleito     | [ 47 ] |
| 2020 | Suplementar para o Senado por Mato Grosso | PODE    | Senador                                           | 138.922 | 9,70% (4º)  | Não Eleito | [ 51 ] |
| 2022 | Estadual do Mato Grosso                   | PL      | Deputado Federal                                  | 82.182  | 4,75%       | Eleito     | [ 52 ] |